# 山梨県道704号新田下吉田線
山梨県道704号新田下吉田線（やまなしけんどう704ごう しんでんしもよしだせん）は、山梨県富士吉田市を起点・終点とする一般県道である。

## 概要

### 路線データ
- 起点：山梨県富士吉田市小明見新田
- 終点：山梨県富士吉田市下吉田本町二丁目（国道139号交点）

## 通過する自治体
- 山梨県富士吉田市

## 交差・接続する道路
- 山梨県道718号富士吉田西桂線（小明見交差点）
- 国道139号〈富士見バイパス〉（東町東交差点）
- 昭和通り（東町交差点）
- 国道139号〈富士みち〉

## 周辺
- 富士吉田市立明見小学校
- 富士吉田市立明見中学校
- 明見郵便局